# Юлія Сегаль
Юлія Аронівна Сегаль (нар. 1938, Харків, Україна) — радянсько-ізраїльський скульптор.

## Біографія
У 1971 році закінчила Московський Державний художній інститут ім. Сурікова. Член Спілки художників СРСР. 1994 року репатріювалася в Ізраїль.
Роботи знаходяться у Російському музеї, Третьяковській галереї, а також у приватних зборах Росії, Німеччини та США. Живе та працює у знаменитому селі художників Санур у західній Самарії, Ізраїль. У 2005 багато робіт скульптора перевезено до Єрусалиму.